# Joan Celler
Joan Celler va exercir com a quart organista de la Basílica de Santa Maria de Castelló d'Empúries durant el període comprès entre 1632 i 1637. La seva etapa al càrrec reflecteix la continuïtat de la tradició musical en aquesta emblemàtica església, contribuint al seu patrimoni sonor i litúrgic en ple segle XVII.